# 唐朝异闻录
《唐朝异闻录》（英語：Tang Dynasty Unusual News Record）是一部由秀合传媒集团旗下的秀娱网出品，陶源及谢少风执导，管栎、何泊远、蒋申领衔主演的，以唐朝宝历年间为背景的中国古装探案网络剧。剧集于2024年7月18日起通过腾讯视频独播。

## 演员阵容
- 管栎 饰演  顾千翎
- 何泊远 饰 段朝、梁岩
- 蒋申 饰 玉华
- 吴春怡 饰 嫣香
- 王岗 饰 说书人
- 张明明 饰 宋衙内
- 沈雪炜 饰 郑长青
- 黄飞 饰 夏管家
- 黄伟 饰 商羽
- 李亚云 饰 陆奇